# 上海軌道交通2号線
上海軌道交通2号線（シャンハイきどうこうつう2ごうせん、中文表記: 上海轨道交通2号线、英文表記: Shanghai Metro Line 2）は、上海軌道交通の路線。別称は東西線（とうざいせん、ドンシーせん、东西线）。

## 概要
2000年に開業。現在の営業距離は63.8 kmで、2013年8月30日までは上海地下鉄で最も長い路線であった。
当初、列車の運行系統は広蘭路駅を境に分割され、徐涇東駅 - 広蘭路駅間は8両編成の列車が、広蘭路駅 - 浦東国際機場駅間は4両編成の列車が運行され、広蘭路駅で乗り換えが必要であった（平日ラッシュ時は8両編成の列車が唐鎮駅まで直通）。また、広蘭路駅から浦東国際機場駅までは開業当初は試験運行の扱いで、ラッシュ時間帯を避けた9時から16時までの運行となっていた。その後2010年7月10日から運行時間帯が6時30分から21時までに、次いで2011年9月1日には6時から22時までに拡大された。
2019年4月19日より運行系統が改められ、朝ラッシュ時を除いて広蘭路駅での系統分断および4両編成の運行がなくなり、8両編成の列車が全線を通し運行するようになった。また、広蘭路 - 浦東国際機場間の運行時間帯も22時30分までに拡大された。
南京路の最寄駅である人民広場駅や、4路線が交わる世紀大道駅、中国高速鉄道との接続駅である虹橋駅駅などの主要駅を直結する他、上海虹橋国際空港と上海浦東国際空港への空港連絡鉄道としての側面もある。このため、当路線は上海軌道交通では屈指のドル箱路線となっており、2013年の大晦日における1日利用者数は約163万人と、上海軌道交通全線で最も多かった。

### 路線データ
- 路線距離：63.8 km
- 軌間：1,435 mm
- 駅数：30駅（起終点駅含む）
- 複線区間：全線
- 電化区間：全線（直流 1500 V）
- 最高速度: 80 km/h
- 地下区間：徐涇東駅 - 龍陽路駅東、張江高科駅西 - 遠東大道駅西
- 高架区間：遠東大道駅西 - 浦東1号2号航站楼駅北
- 地上区間：龍陽路駅東 - 張江高科駅西、浦東1号2号航站楼駅北 - 浦東1号2号航站楼駅

## 沿革
- 1999年9月20日：中山公園駅 - 竜陽路駅間で試験運行を開始し、ラッシュ時を避けて客扱いを開始する。
- 2000年
  - 6月11日：中山公園駅 - 竜陽路駅間16.3 kmが正式に開業する。
  - 12月27日：東延長区間（竜陽路駅 - 張江高科駅間）2.8 kmが開通する。
- 2005年
  - 10月22日：東方路駅が改修工事のため、一時閉鎖される。
  - 12月7日：西延長区間の閔行区北翟路で広範囲にわたる浸水事故が発生する。
- 2006年
  - 6月26日：西延長区間試運転開始。
  - 10月19日：河南中路駅が南京東路駅に、石門一路駅が南京西路駅に名称を変更。
  - 10月28日：東方路駅の改修工事が完了し、世紀大道駅に名称を変更。
  - 12月30日：西延長区間1期工事（淞虹路駅 - 中山公園駅間）6.155 kmが開通し、総延長が25.2 kmとなる。
- 2009年5月28日：全列車が6両編成から8両編成になる。
- 2010年
  - 2月14日：張江高科駅の地下化工事に伴い、全列車が淞虹路 - 竜陽路間の運転となり、竜陽路 - 張江高科間でバス代行を実施。
  - 2月24日：東延長区間1期工事（張江高科駅 - 広蘭路駅間）が開通。同時に張江高科駅が地下化。
  - 3月16日：西延長区間2期工事（徐涇東駅 - 淞虹路駅間）が開通。
  - 4月8日：東延長区間2期工事（広蘭路駅 - 浦東国際機場駅）30.8 kmが開通し、ラッシュ時を避けて客扱いを開始する。
  - 7月1日：上海虹橋駅の開業に合わせ、虹橋駅駅の使用を開始。
- 2016年
  - 4月25日：ダイヤ改正により、朝ラッシュ時に徐涇東 - 広蘭路間の系統の一部を唐鎮駅まで延長。
  - 8月12日：ダイヤ改正により、夕ラッシュ時に徐涇東 - 広蘭路間の系統の一部を唐鎮駅まで延長。
- 2017年4月28日：ダイヤ改正により、徐涇東 - 広蘭路間で金曜日と土曜日の終電を70分繰り下げる。
- 2018年12月28日：ダイヤ改正により、日中時間帯の一部列車で徐涇東 - 浦東国際機場間の直通運転を開始。
- 2019年
  - 4月19日：ダイヤ改正により、朝ラッシュ時を除く広蘭路での系統分断を解消、広蘭路 - 浦東国際機場間で終電を30分繰り下げる。
  - 10月23日：ダイヤ改正により、広蘭路での系統分断を解消。全列車が8両編成になる。

## 運行形態
平日朝は、国家会展中心 - 広蘭路間、淞虹路 - 浦東1号2号航站楼間、広蘭路 - 浦東1号2号航站楼間の3パターンで運行される。このうち、広蘭路 - 浦東1号2号航站楼間の系統は4両編成、その他は8両編成である。それ以外の時間帯は、国家会展中心 - 浦東1号2号航站楼間、淞虹路 - 広蘭路間の2パターンが交互に運行され、いずれも8両編成である。
| 運行間隔（2020年8月10日現在） | 運行間隔（2020年8月10日現在） | 運行間隔（2020年8月10日現在） | 運行間隔（2020年8月10日現在） |
| 時間帯                        | 国家会展中心 - 淞虹路         | 淞虹路 - 広蘭路               | 広蘭路 - 浦東1号2号航站楼     |
| ----------------------------- | ----------------------------- | ----------------------------- | ----------------------------- |
| 朝ラッシュ時                  | 4分                           | 2分30秒                       | 4分                           |
| 日中                          | 8分                           | 4分                           | 8分                           |
| 夕方ラッシュ時                | 6分                           | 3分                           | 6分                           |
| 休日                          | 7分20秒                       | 3分40秒                       | 7分20秒                       |

なお、月曜日から木曜日の深夜に、虹橋駅駅発竜陽路行の列車が2本設定されている。一部の駅のみ停車し、淞虹路以降は下車のみの扱いとなる。
- 停車駅：虹橋駅  - 虹橋2号航站楼 - 淞虹路 - 中山公園 - 静安寺 - 人民広場 - 世紀大道 - 竜陽路

## 車両
02A05型
- 製造会社：中国中車株洲電力機車
- 設計時速：80 km/h
- 車両編成：8両編成（制御車＋6×中間電動車＋制御車（Tc+Mp+M+Mp+M+M+Mp+Tc））
- 製造年：2018-2020年
- 寸法：長さ23.54 m、幅3 m
- 定員：310人

02A03型（旧AC17A型）・02A04型（旧AC17B型）
- 製造会社：アルストム
- 設計時速：80 km/h
- 車両編成：8両編成（制御車＋6×中間電動車＋制御車（Tc＋Mp＋M＋Mp＋M＋M＋Mp＋Tc））
- 製造年：2008 - 2009年
- 寸法：長さ23.54 m、幅3 m
- 定員：310人

02A02型（旧AC08型）
- 製造会社：アルストム
- 設計時速：80 km/h
- 車両編成：8両編成（制御車＋6×中間電動車＋制御車（Tc＋Mp＋M＋Mp＋M＋M＋Mp＋Tc））
- 製造年：2008 - 2009年
- 寸法：長さ23.54 m、幅3 m
- 定員：310人

02A01型（旧AC02型）
- 製造会社：シーメンスおよびアドトランツ（現ボンバルディア）
- 設計時速：80 km/h
- 車両編成：8両編成（制御車＋6×中間電動車＋制御車（Tc＋Mp＋M＋Mp＋M＋M＋Mp＋Tc））
- 製造年：2000 - 2001年
- 2007年に201-216編成の中間に217-224編成の中間車を組み込んで8両編成化が行われ、同時にAC02aと形式名を改めた。なお、217-224編成の両先頭車は1号線に転属。

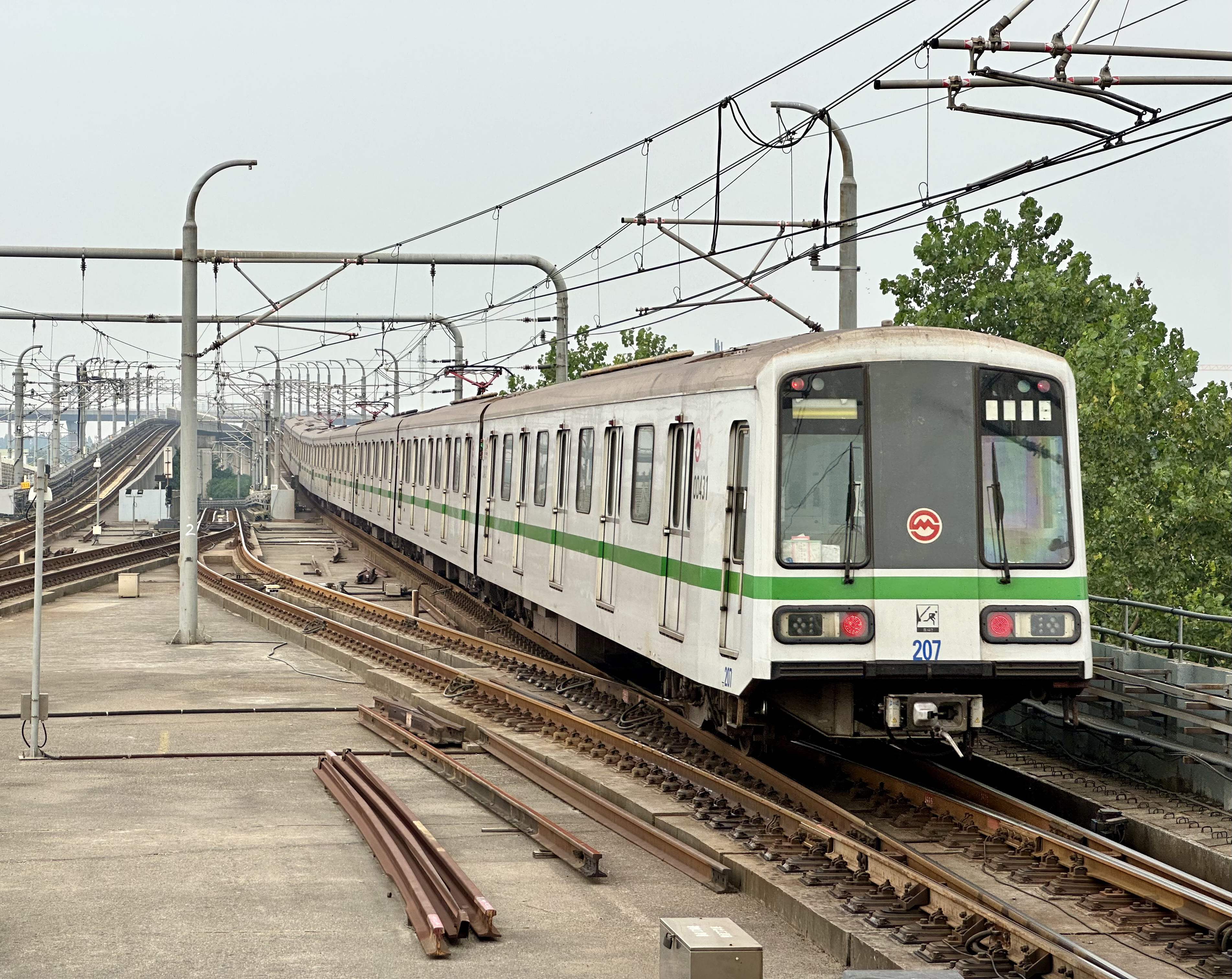
02A01型（旧AC02型）
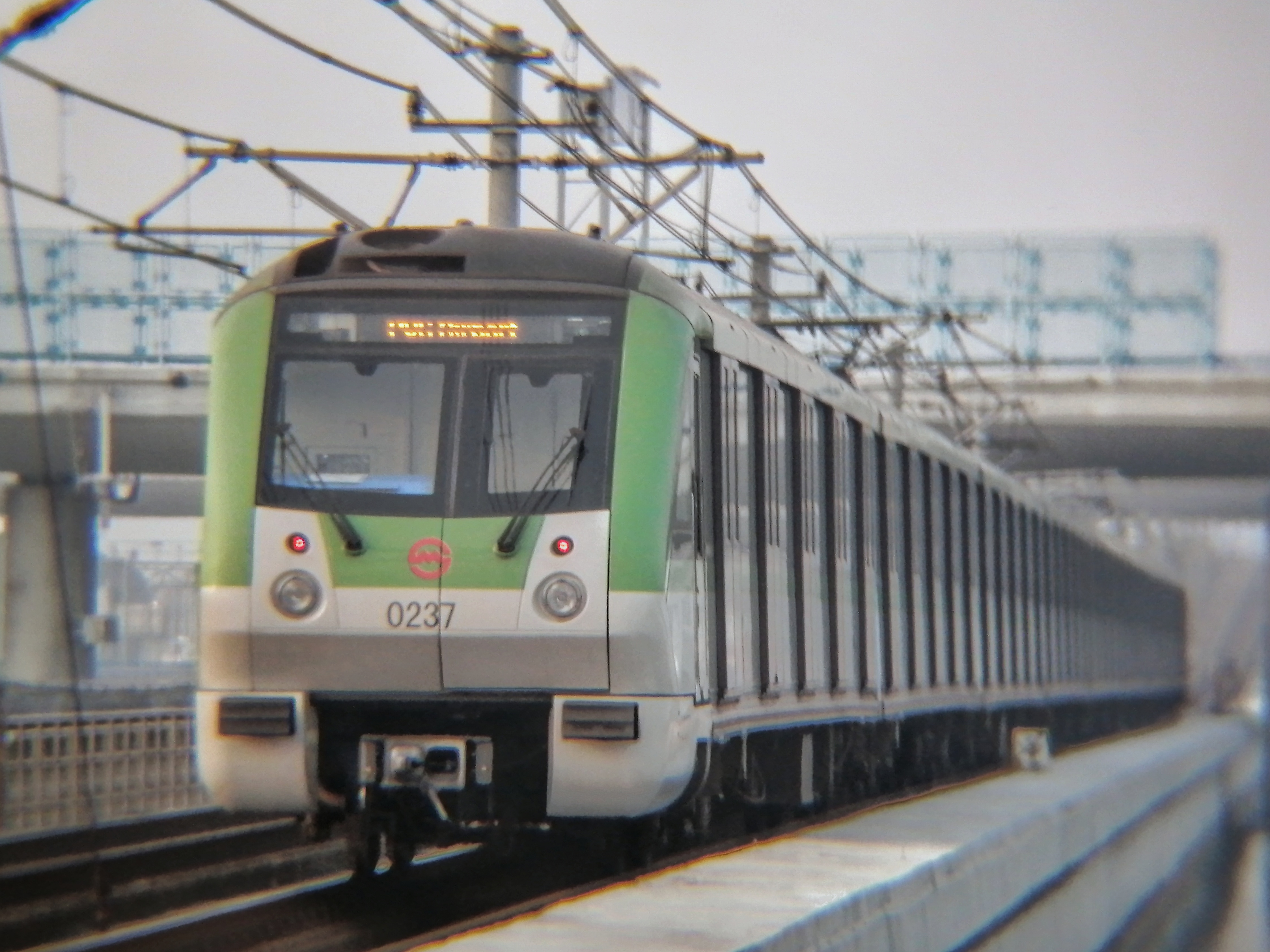
02A02型（旧AC08型）
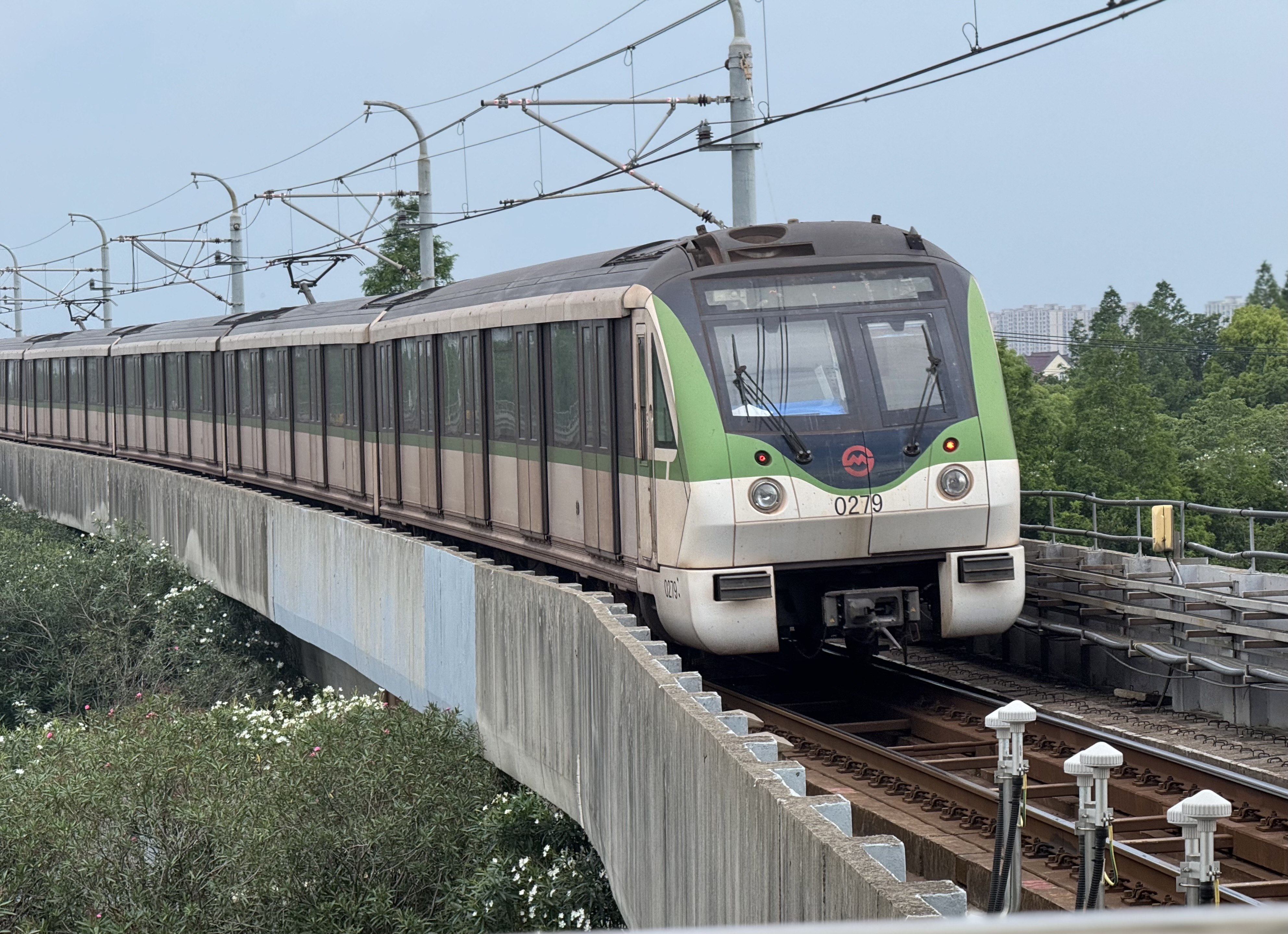
02A03型（旧AC17A型）・02A04型（旧AC17B型）
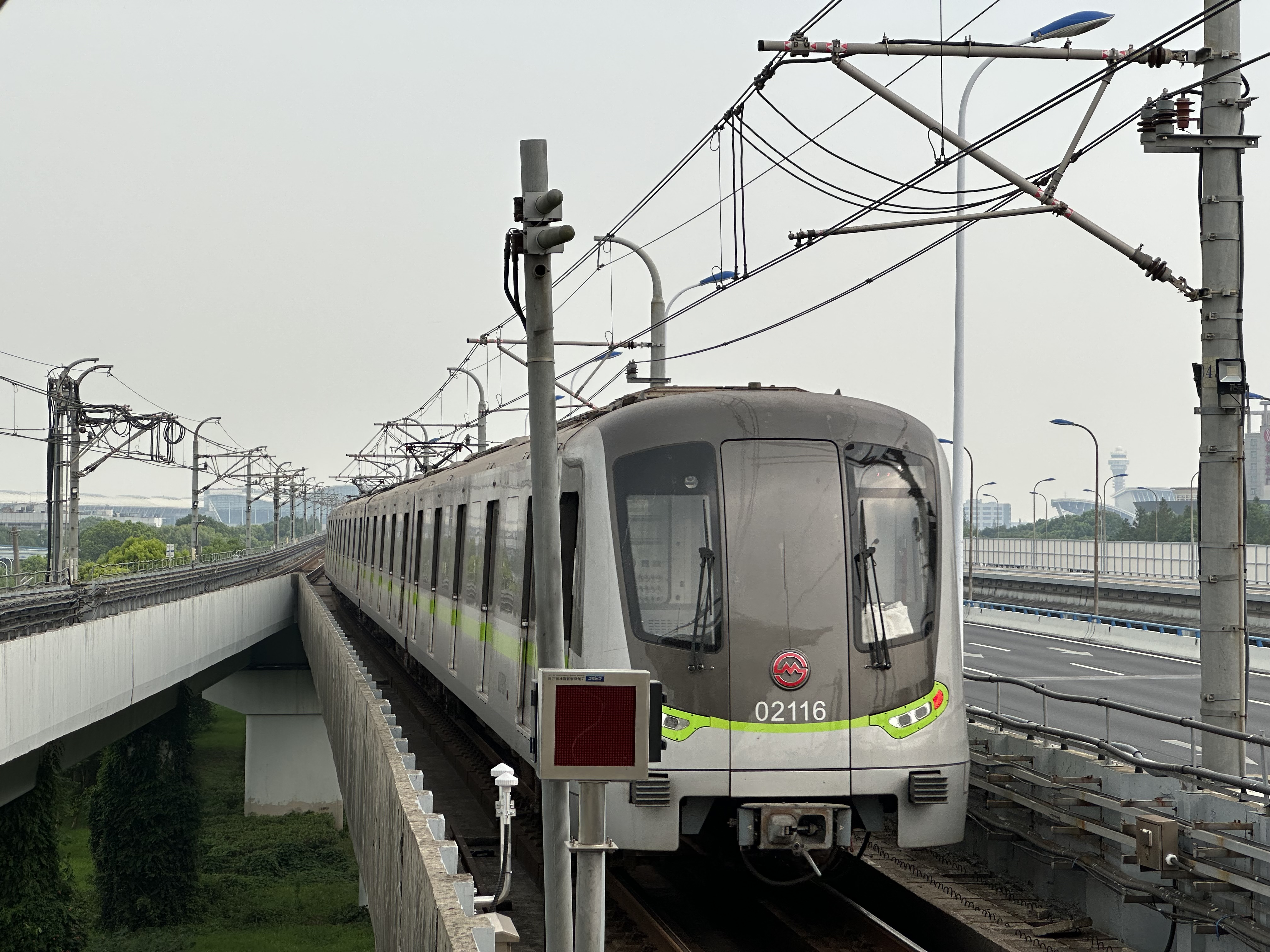
02A05型

## 駅一覧

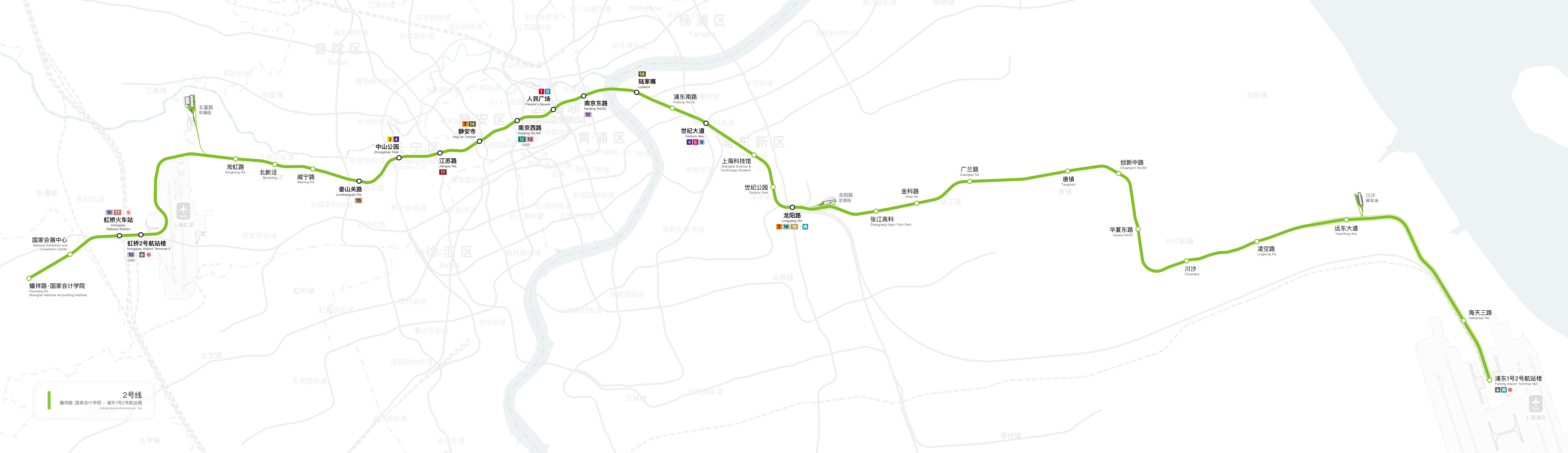
上海軌道交通2号線路線図。

- 駅名欄の背景色が■で、駅名が斜体字で表示されている駅は未開業の駅であることを示す。駅名は仮称である。

| 駅名               | 駅名               | 駅名                                      | 駅間 距離 (km) | 累計 距離 (km) | 接続路線                                                                                              | 所在地 | 所在地   |
| 日本語             | 簡体字中国語       | 英語                                      | 駅間 距離 (km) | 累計 距離 (km) | 接続路線                                                                                              | 所在地 | 所在地   |
| ------------------ | ------------------ | ----------------------------------------- | -------------- | -------------- | --- | ------ | -------- |
| 国家会展中心駅     | 国家会展中心站     | National Exhibition and Convention Center | 0.00           | 0.00           | 17号線 · (改札外乗り換え)                                                                             | 上海市 | 青浦区   |
| 虹橋火車站駅       | 虹桥火车站         | Hongqiao Railway Station                  | 2.28           | 2.28           | 10号線 · 17号線 · 中国鉄路総公司 · ■京滬高速鉄道 · ■滬寧都市間鉄道 · ■滬杭旅客専用線 · （上海虹橋駅） | 上海市 | 閔行区   |
| 虹橋2号航站楼駅    | 虹桥2号航站楼站    | Hongqiao Airport Terminal 2               | 1.01           | 3.29           | 10号線 · （改札外乗り換え） · 上海磁浮交通発展有限公司 · ■磁浮線 · （計画中）                         | 上海市 | 閔行区   |
| 淞虹路駅           | 淞虹路站           | Songhong Road                             | 5.81           | 9.10           | | 上海市 | 長寧区   |
| 北新涇駅           | 北新泾站           | Beixinjing                                | 1.35           | 10.45          | | 上海市 | 長寧区   |
| 威寧路駅           | 威宁路站           | Weining Road                              | 1.25           | 11.70          | | 上海市 | 長寧区   |
| 婁山関路駅         | 娄山关路站         | Loushanguan Road                          | 1.72           | 13.42          | 15号線                                                                                                | 上海市 | 長寧区   |
| 中山公園駅         | 中山公园站         | Zhongshan Park                            | 1.40           | 14.82          | 3号線 · 4号線                                                                                         | 上海市 | 長寧区   |
| 江蘇路駅           | 江苏路站           | Jiangsu Road                              | 1.49           | 16.31          | 11号線                                                                                                | 上海市 | 長寧区   |
| 静安寺駅           | 静安寺站           | Jing'an Temple                            | 1.49           | 17.80          | 7号線 · 14号線                                                                                        | 上海市 | 静安区   |
| 南京西路駅         | 南京西路站         | West Nanjing Road                         | 1.47           | 19.27          | 12号線 · 13号線 · (ともに改札外乗り換え)                                                              | 上海市 | 静安区   |
| 人民広場駅         | 人民广场站         | People's Square                           | 1.50           | 20.77          | 1号線 · 8号線                                                                                         | 上海市 | 黄浦区   |
| 南京東路駅         | 南京东路站         | East Nanjing Road                         | 0.95           | 21.72          | 10号線                                                                                                | 上海市 | 黄浦区   |
| 陸家嘴駅           | 陆家嘴站           | Lujiazui                                  | 1.68           | 23.40          | 14号線                                                                                                | 上海市 | 浦東新区 |
| 浦東南路駅         | 浦东南路站         | South Pudong Road                         | 1.42           | 24.82          | | 上海市 | 浦東新区 |
| 世紀大道駅         | 世纪大道站         | Century Avenue                            | 1.17           | 25.99          | 4号線 · 6号線 · 9号線                                                                                 | 上海市 | 浦東新区 |
| 上海科技館駅       | 上海科技馆站       | Shanghai Science & Technology Museum      | 1.90           | 27.89          | | 上海市 | 浦東新区 |
| 世紀公園駅         | 世纪公园站         | Century Park                              | 1.31           | 29.20          | | 上海市 | 浦東新区 |
| 龍陽路駅           | 龙阳路站           | Longyang Road                             | 0.99           | 30.19          | 7号線 · 16号線 · 18号線 · 上海磁浮交通発展有限公司 · ■磁浮線                                          | 上海市 | 浦東新区 |
| 張江高科駅         | 张江高科站         | Zhangjiang Hi-Tech Park                   | 2.60           | 32.79          | 上海浦東現代有軌交通有限公司 張江有軌電車                                                             | 上海市 | 浦東新区 |
| 金科路駅           | 金科路站           | Jinke Road                                | 1.61           | 34.40          | | 上海市 | 浦東新区 |
| 広蘭路駅           | 广兰路站           | Guanglan Road                             | 1.64           | 36.04          | | 上海市 | 浦東新区 |
| 唐鎮駅             | 唐镇站             | Tangzhen                                  | 3.39           | 39.43          | | 上海市 | 浦東新区 |
| 創新中路駅         | 创新中路站         | Middle Chuangxin Road                     | 1.83           | 41.26          | | 上海市 | 浦東新区 |
| 華夏東路駅         | 华夏东路站         | East Huaxia Road                          | 1.87           | 43.13          | | 上海市 | 浦東新区 |
| 川沙駅             | 川沙站             | Chuansha                                  | 2.67           | 45.80          | | 上海市 | 浦東新区 |
| 凌空路駅           | 凌空路站           | Lingkong Road                             | 2.27           | 48.07          | | 上海市 | 浦東新区 |
| 遠東大道駅         | 远东大道站         | Yuandong Avenue                           | 3.22           | 51.29          | | 上海市 | 浦東新区 |
| 海天三路駅         | 海天三路站         | Haitiansan Road                           | 5.86           | 57.15          | | 上海市 | 浦東新区 |
| 浦東1号2号航站楼駅 | 浦东1号2号航站楼站 | Pudong Airport Terminal 1&2               | 2.51           | 59.66          | 上海磁浮交通発展有限公司 ■磁浮線                                                                      | 上海市 | 浦東新区 |
| 飛翺路駅           | 飞翺路站           | Feiao Road                                | 計画中         | 計画中         | | 上海市 | 浦東新区 |
| 浦東火車站駅       | 浦东火车站         | Pudong Railway Station                    | 計画中         | 計画中         | 16号線（建設中） · 中国鉄路総公司 · ■滬通線（計画中） · ■浦東線                                       | 上海市 | 浦東新区 |